# Abominio
Abominio (Abomination), il cui vero nome è Emil Blonsky, è un personaggio dei fumetti statunitensi creato da Stan Lee (testi) e Gil Kane (disegni) pubblicato dalla Marvel Comics. La sua prima apparizione avviene in Tales to Astonish (vol. 1) n. 90 (aprile 1967).
Blonsky è un agente del KGB espostosi deliberatamente a una dose di raggi gamma e mutatosi nell'essere noto come Abominio che, nel corso della sua vita editoriale, è passato dall'essere un bruto privo di mente a un fine pianificatore nonché anima tormentata ed occasionale antieroe.
Nella classifica stilata nel 2009 da IGN, si è posizionato al 54º posto come più grande cattivo nella storia dei fumetti.
Insieme al Generale Ross e al Capo è uno dei principali nemici di Hulk.

## Biografia del personaggio

### Origini
Nato a Zagabria, Croazia, quando questa era ancora Jugoslavia, Emil Blonsky cresce sotto un regime socialista divenendo, da adulto, uno dei più abili agenti del KGB e sposando la ballerina Nadia Dornova. Infiltratosi in una base della U. S. Air Force in Nuovo Messico dopo aver saputo che vi è custodita la tecnologia che ha portato alla creazione di Hulk, Blonsky si espone volontariamente a una massiccia dose di radiazioni gamma trasformandosi in un enorme umanoide simile a un rettile e dotato di una forza fisica maggiore perfino di quella del Golia Verde (quando non è arrabbiato). La suddetta creatura, ribattezzata "Abominio" ed incapace di ritornare alla sua forma umana, riesce a sconfiggere e quasi a uccidere Hulk durante il suo primo scontro con lui.
In seguito però, il Gigante di Giada viene soccorso da Thunderbolt Ross (alleatosi temporaneamente con lui per contrastare il mostro sovietico) ed ha un secondo scontro con Abominio che riesce a sconfiggere in quanto, a differenza di Hulk, la sua forza non aumenta in proporzione della rabbia. Al termine della battaglia tra i due esseri, lo Straniero, che da diverso tempo sta monitorando Hulk, teletrasporta Abominio nello spazio profondo in quanto lo ritiene troppo malvagio per restare sul pianeta.

### Supercriminale
Evocato da una congrega di streghe, affronta Silver Surfer finendo nuovamente imprigionato nel mondo dello Straniero, da cui tenta poi di evadere raggirando Thor, salvo poi venire scoperto da quest'ultimo, che vanifica la sua evasione. Diverso tempo dopo si allea con una ciurma di alieni per far ritorno sul proprio pianeta e rimane coinvolto in una battaglia nello spazio tra Hulk e due potenti entità aliene al termine della quale riesce finalmente a fare ritorno sulla Terra venendo scagliato all'interno dell'atmosfera assieme alla sua nemesi e rimanendo in coma per due anni a seguito dell'impatto.
Risvegliatosi si allea con Ross per eliminare Hulk senza successo; dunque si allea con Rhino finendo per riportare una nuova sconfitta ad opera del Golia Verde e della sua spalla Jim Wilson. Rimasto incosciente dopo il suddetto scontro, Abominio viene prelevato da Ross che gli fa impiantare una bomba nel cranio costringendolo ad uccidere Hulk o venire ucciso; le due creature si affrontano dunque al John F. Kennedy Space Center provocando un'esplosione e la conseguente morte di Abominio.
Resuscitato come servo di Galaxy Master e dotato di poteri incrementati, Abominio torna ad affrontare Hulk, ma, dopo che questi recide il suo collegamento con l'entità, viene nuovamente sconfitto; evento a seguito del quale sviluppa una sorta di fobia verso Hulk, successivamente curata da MODOK che, tramite lavaggio del cervello, lo porta a combattere nuovamente lo storico nemico finché, stanco di combattere, si oppone agli ordini impartitigli dal leader dell'A.I.M. che, per tutta risposta, lo disintegra.

Abominio e l'ex-moglie Nadia, disegni di Dale Keown

Resuscitato da Tyrannus, che pone la propria mente nel corpo dell'essere, Abominio riesce a sconfiggere l'Hulk Grigio per poi costringere Banner a separare fisicamente Blonsky da Abominio di modo che il controllo del corpo della creatura rimanga unicamente di Tyrannus; dopo un iniziale successo un deviante compromette tale processo rimettendo la mente di Blonsky nel corpo della creatura e eliminando Tyrannus, cosa che porta Abominio ad attraversare un periodo di follia.
Una volta riacquisito il controllo, Abominio rintraccia sua moglie Nadia, la rapisce e la conduce nelle fogne di New York rivelandole la sua vera identità nella speranza che ritorni con lui, tuttavia questa fugge terrorizzata e, dopo un breve scontro, Hulk convince Blonsky a lasciarla andare.
Successivamente, uno sconsolato Abominio fa delle fogne la sua casa divenendo amico e occasionalmente perfino protettore dei vari senzatetto che vi risiedono.

### L'omicidio di Betty Ross
Nel momento in cui Betty Ross muore per avvelenamento da radiazioni inizialmente sono tutti convinti che la colpa sia dello stretto contatto di quest'ultima con l'organismo radioattivo del marito, Bruce Banner ma, successivamente, Abominio attira in una trappola la sua nemesi rivelandoglisi come vero colpevole del delitto: l'ha infatti avvelenata con il suo sangue radioattivo per vendetta, non perdonando a Hulk di avere ancora l'amore di sua moglie mentre lui, dopo la sua trasformazione, lo ha perduto.
Dopo aver ascoltato tale rivelazione, un furibondo Hulk sconfigge brutalmente Abominio lasciandolo poi in custodia ai militari che, per punirlo, lo costringono a vedere ininterrottamente dei vecchi filmati casalinghi di lui e sua moglie.

### World War Hulk
Rilasciato diversi anni dopo dal governo statunitense a patto che adempia all'incarico di loro sicario contro potenti forze straniere, Abominio si scontra con She-Hulk in un paio di occasioni tornando a vestire i panni di supercriminale finché non viene ricatturato dalla squadra Hulkbuster dello S.H.I.E.L.D. che ne sfrutta il DNA per sviluppare il "Progetto Achille", un'arma capace di respingere un'eventuale minaccia da parte di Hulk reprimendone i poteri.
Rifugiatosi in Russia durante l'invasione di Manhattan da parte di Hulk, Abominio viene aggredito, selvaggiamente picchiato e infine ucciso dal misterioso Hulk Rosso, il quale altri non è che il Generale Ross, desideroso di vendicare la morte di sua figlia.
Diverso tempo dopo, Abominio viene resuscitato da un'organizzazione segreta tramite alcuni tessuti prelevati da Hulk; una volta resuscitato tuttavia, l'essere risulta completamente privo di mente e, dopo una nuova sconfitta ad opera di Hulk, viene dunque esiliato da Iron Man nelle prossimità di Giove tramite un congegno di teletrasporto.

## Poteri e abilità

Abominio contro Hulk, disegni di Carlo Pagulayan.

Blonsky era un'abile spia del KGB specializzato in incarichi di infiltrazione, dotato di una fine mente strategica ed estremamente competente nel combattimento corpo a corpo anche prima di trasformarsi in Abominio.
L'Abominio è fisicamente più grande rispetto al Gigante Verde (3.4 m; 850 kg contro 2.7 m; 630 kg) ma comunque è simile a Hulk in termini di forza, resistenza, velocità e durata, incluso il suo fattore di guarigione, anche immune a tutte le malattie e infezioni terrene conosciute. In contrasto con Hulk è che la sua mutazione è stabile: Blonsky mantiene il suo intelletto e il controllo di sé anche in forma mutata e può dunque ragionare in maniera lucida e razionale usufruendo delle proprie conoscenze strategiche e spionistiche anche come Abominio. Tale stabilità ha tuttavia come inconveniente il non poter riassumere sembianze umane neppure se volesse.
Possiede anche branchie, che gli permettono di respirare sott'acqua. A causa del dolore estremo, del freddo o della mancanza di ossigeno, potrebbe entrare in animazione sospesa per lunghi periodi. Inizialmente, l'Abominio è due volte più forte di Hulk "calmo", ma la sua forza non aumenta né diminuisce in proporzione al livello di rabbia, con il risultato che Hulk è in grado di ottenere un vantaggio sull'Abominio se il combattimento dura tempo sufficiente per scatenare la sua rabbia. Nel tempo le sue capacità fisiche sono state aumentate a dismisura prima da Galaxy Master e poi da Amatsu-Mikaboshi che, oltre a renderlo tanto forte da scalfire perfino il guscio di Bomba-A gli ha anche conferito il potere di manipolare la propria emissione di raggi gamma in modo tale da poterla rendere tossica e sopraffare gli individui più resistenti, compresi gli assorbitori di energia come Hulk e Capitan Marvel.

## Altre versioni

### Abomini
Nella miniserie Abomini, ambientata nella linea temporale del Maestro, la versione futura di Abominio, chiamata semplicemente "Emil", prende il potere dopo la morte del despota e cerca di assassinare Betty 6, presunta compagna di quest'ultimo, prima che ne dia alla luce il figlio, senza però riuscire nel suo intento.

### Vendicatori/JLA
Nel crossover Vendicatori/JLA, Abominio è uno dei supercriminali guardiani della fortezza di Krona.

### Ultimate
Nell'universo Ultimate, la vera identità di Abominio è il giovane scienziato cinese Chang Lam membro del gruppo di supercriminali noto come i Liberatori, creato per impedire agli Stati Uniti d'America di conquistare il mondo. Al fine di creare un nuovo e più efficiente Hulk da mettere al servizio del gruppo, Lam tenta di replicare il siero che ha causato la mutazione di Banner, ottenendo una formula abbastanza simile che sperimenta su se stesso diventando un'enorme creatura dotata di capacità fisiche simili a quelle di Hulk ma incapace di regredire in forma umana. Assieme ai Liberatori, Abominio attacca New York provocando l'intervento degli Ultimates ed il successivo scontro tra i due gruppi di superumani; sebbene convinto di poter sconfiggere Hulk in quanto, a differenza di quest'ultimo, mantenga inalterato il proprio intelletto, Abominio viene decapitato a mani nude e, successivamente, sbranato dalla sua nemesi. Tale versione, oltre ad essere dotata delle medesime capacità della controparte classica, ha un aspetto simile a un dinosauro, con cresta spinata sul dorso e una lunga coda prensile.
La versione Ultimate di Emil Blonsky compare in seguito come ex-commilitone di Fury durante la Guerra del Golfo nonché membro degli Howling Commandos, soprannominato "Abominio" poiché orrendamente sfigurato durante una missione.

### Mutant X
Nell'universo Mutant X, Abominio fa parte di un gruppo di superumani che si oppongono all'Arcano venendo uccisi.

### Marvel Zombi
Nella serie Marvel Zombi, Abominio diviene uno zombie per un morso di Hulk e viene ucciso da Thor, che gli rompe il cranio con Mjolnir.

## Altri media

### Animazione
- Nel film d'animazione del 2013 Iron Man & Hulk: Heroes United, Abominio appare come antagonista minore ed è un supercriminale al soldo dell'Hydra, doppiato in originale da Robin Atkin Downes e in italiano da Renzo Stacchi.

### Marvel Cinematic Universe

Abominio interpretato da Tim Roth nel film L'incredibile Hulk.

Il personaggio appare nel Marvel Cinematic Universe, interpretato da Tim Roth e doppiato in italiano da Massimo Rossi.
- Emil Blonsky, alias l'Abominio, compare per la prima volta come antagonista principale nel film L'incredibile Hulk (2008).[48] In questa versione è un capitano delle operazioni speciali della Royal Marines (probabilmente Special Boat Service) in prestito al SOCOM per dare la caccia ad Hulk. Affascinato dalla potenza di quest'ultimo, convince Ross a somministrargli il siero del supersoldato, che ne aumenta le prestazioni fisiche e le capacità cognitive, ma non lo pone ancora al livello del Golia Verde, motivo per cui costringe poi Samuel Sterns a iniettargli un po' del sangue che ha prelevato a Hulk, seppur ammonito che la reazione col siero già presente nelle sue vene potrebbe trasformarlo in "un abominio"; mutato in un essere fortissimo con escrescenze ossee, Blonsky devasta New York e, dopo un duro scontro con Hulk, viene sconfitto, preso in custodia dallo S.H.I.E.L.D., e rinchiuso in una cella crionica a Barrow, Alaska.[49]
- L'Abominio fa una ricomparsa in cameo senza dialoghi nel film Shang-Chi e la leggenda dei Dieci Anelli (2021),[50] in cui lo si vede partecipare a un incontro di lotta in Cina contro Wong, che lo batte; nel film il suo aspetto è leggermente diverso rispetto a quello originale e molto più simile alla controparte cartacea dei fumetti. Alla fine del combattimento, viene mostrato che l'Abominio ha in realtà un rapporto amichevole con il Maestro delle Arti Mistiche.
- Nella miniserie televisiva She-Hulk: Attorney at Law (2022) viene rivelato che Emil Blonsky è detenuto presso la Damage Control e che la sua presenza in Shang-Chi e la leggenda dei Dieci Anelli era dovuta a Wong che lo aveva fatto temporaneamente evadere per avere uno sfidante con cui allenarsi. A differenza dei fumetti, è capace di cambiare a piacimento tra la sua forma umana e quella dell'Abominio. Emil assume Jennifer Walters, la cugina di Banner, come suo avvocato per farlo uscire di prigione, sostenendo di essere pentito per le sue azioni passate. Walters riesce a fargli concedere la libertà condizionata a patto che non si trasformi più nell'Abominio, ma quest'ultimo continua ancora ad utilizzare tale forma per partecipare a dei discorsi motivazionali, sebbene per il resto sembri essere un uomo cambiato dagli eventi del primo film. Quando viene scoperto che viola la libertà vigilata, accetta di tornare in carcere, ma viene fatto poi evadere da Wong che lo porta a Kamar-Taj.
- Una variante alternativa dell'Abominio è comparsa nella quinta serie animata dell'MCU Marvel Zombies (2025).

### Televisione
- Abominio (doppiato in originale da Richard Moll e in italiano da Luca Bottale[51]) è uno degli antagonisti ricorrenti della serie animata L'incredibile Hulk del 1996, dove (insieme a Gargoyle e Orgress) è uno dei guerrieri gamma al servizio del Capo. Nel doppiaggio italiano il personaggio mantiene il nome originale di Abomination[51].
- Il personaggio, doppiato in originale da Steve Blum e in italiano da Alessandro Ballico, è presente in Super Hero Squad Show come fedele alleato del Dottor Destino.
- Nella serie animata Avengers - I più potenti eroi della Terra, Abominio, doppiato in originale da Robin Atkin Downes, è uno dei Signori del male agli ordini del malvagio Barone Zemo.
- Nella miniserie a cartoni animati LEGO Marvel Super Heroes: Maximum Overload, Abominio è uno dei principali antagonisti.
- Abominio è un antagonista ricorrente della serie animata Hulk e gli agenti S.M.A.S.H. ed uno degli Agenti C.R.A.S.H. (insieme all'Uomo Assorbente, Titania, Blastaar e Sauron) agli ordini del Capo, doppiato ancora in originale da Robin Atkin Downes e in italiano da Alessandro Ballico.
- Abominio ha un cameo in Ultimate Spider-Man nella prima parte de ''Sfida tra Campioni'' dove si allea con l'Esecutore e Beetle  per tentare di catturare Spider-Man.
- Abominio fece una breve apparizione nella terza stagione della serie animata Avengers Assemble.
- Il personaggio compare anche nell'anime Disk Wars: Avengers.

### Videogiochi
- Abominio compare nel videogioco del 1994 per Super NES The Incredible Hulk.
- Il personaggio è un boss di fine livello nel videogioco del 2003 per Game Boy Advance The incredible Hulk.
- Abominio è presente come boss in The Incredible Hulk: Ultimate Destruction, doppiato in originale da Ron Perlman e in italiano da Marco Balzarotti.
- Emil Blonsky, alias Abominio, compare nel videogioco per Xbox 360 L'incredibile Hulk, ispirato all'omonimo film, ed è doppiato in originale dal suo interprete Tim Roth.
- Abominio è un avversario ricorrente in Marvel Super Hero Squad Online e nel suo sequel Marvel Super Hero Squad: The Infinity Gauntlet, doppiato in originale da Steve Blum.
- In Marvel: Avengers Alliance, Abominio è un boss di fine livello.
- Abominio ha un cameo in Ultimate Marvel vs. Capcom 3.
- In LEGO Marvel Super Heroes, Abominio è sia un boss che un personaggio assemblabile e giocabile[52] e anche in LEGO Marvel's Avengers.
- Abominio appare come personaggio giocabile nel videogioco per smartphone Marvel: Sfida dei campioni.
- Abominio, doppiato in originale da Jamieson Price  e in italiano da Gianni Gaude, appare come avversario di Hulk nel videogioco del 2020 Marvel's Avengers.[53]

### Romanzi
- Nel romanzamento del film L'incredibile Hulk, scritto nel 2008 da Peter David e contenente alcune differenze con il film, la storia di Emil Blonsky è la stessa del film, ma viene descritto sotto una luce molto più oscura e negativa rispetto al film: spietato e crudele già in forma umana (sostenendo di essersi arruolato nell'esercito solo per il gusto di uccidere), si rivela affetto da un vero e proprio delirio di onnipotenza, dichiarando di voler entrare in possesso del sangue di Hulk per poter diventare il guerriero più potente della Terra e ottenere potere di vita e di morte su coloro che considera più deboli di lui.